# Многотуберкулови
Многотуберкуловите (Multituberculata) са разред дребни животни от клас Бозайници (Mammalia), живели от късната юра до ранния олигоцен (преди 153 до 35 милиона години).
На външен вид многотуберкуловиите са подобни на съвременните гризачи, които заемат сходни екологични ниши и постепенно ги изместват. Известни са над 200 вида с размери, вариращи между тези на мишка и на бобър. Приспособени са за различен начин на живот — от копаещи тунели под земята до дървесни видове. Многотуберкуловите не са част нито от групата на еднопроходните, нито на живородните бозайници, но са по-близки до вторите.

## Семейства
Разред †Multituberculata Cope, 1884
- Подразред †Plagiaulacida Simpson 1925
  - Семейство Incertae sedis
    - Род †Glirodon Engelmann & Callison, 2001

  - Семейство †Paulchoffatiidae Hahn, 1969
  - Семейство †Hahnodontidae Sigogneau-Russell, 1991
  - Семейство †Pinheirodontidae Hahn & Hahn, 1999
  - Семейство †Allodontidae Marsh, 1889
  - Семейство †Zofiabaataridae Bakker, 1992
  - Семейство †Plagiaulacidae Gill, 1872
  - Семейство †Eobaataridae Kielan-Jaworowska, Dashzeveg & Trofimov, 1987
  - Семейство †Albionbaataridae Kielan-Jaworowska & Ensom, 1994
- Подразред Incertae sedis
  - Семейство †Arginbaataridae Hahn & Hahn, 1983
- Подразред †Cimolodonta  McKenna, 1975
  - Надсемейство Incertae sedis
    - Семейство Incertae sedis
      - Род? †Ameribaatar Eaton & Cifelli, 2001
      - Род †Ptilodus Cope, 1881
      - Род? †Uzbekbaatar Kielan-Jaworowska & Nesov, 1992
      - Група †ParacimexomysArchibald, 1982

    - Семейство †Boffidae Hahn & Hahn, 1983
    - Семейство †Cimolomyidae Marsh, 1889

  - Надсемейство †Ptilodontoidea Cope, 1887
    - Семейство Incertae sedis
      - Род †Neoliotomus Jepsen, 1930

    - Семейство †Cimolodontidae Marsh, 1889
    - Семейство †Neoplagiaulacidae Ameghino, 1890
    - Семейство †Ptilodontidae Cope, 1887
    - Семейство †Eucosmodontidae Jepsen, 1940
    - Семейство †Microcosmodontidae Holtzman & Wolberg, 1977

  - Надсемейство †Djadochtatherioidea Kielan-Jaworowska & Hurum, 1997
    - Семейство Incertae sedis
      - Род? †BulganbaatarKielan-Jaworowska, 1974
      - Род? †Chulsanbaatar Kielan-Jaworowska, 1974
      - Род †Nemegtbaatar Kielan-Jaworowska, 1974

    - Семейство †Sloanbaataridae Kielan-Jaworowska, 1974
    - Семейство †Djadochtatheriidae Kielan-Jaworowska & Hurum, 1997

  - Надсемейство †Taeniolabidoidea Granger & Simpson, 1929
    - Семейство †Taeniolabididae Granger & Simpson, 1929